# فيليبا جونز
فيليبا جونز (بالإنجليزية: Philippa Jones)‏ هي فنانة تنصيبية بريطانية، ولدت في 1982 في باكينغهامشير في المملكة المتحدة.